# Ira von Fürstenberg
Ira von Fürstenberg (Róma, 1940. április 18. – Róma, 2024. február 18.) olasz színésznő, Mary Victoria Hamilton és Festetics Tasziló dédunokája.

## Filmjei
- 1966: Caprice
- 1966: J’ai tué Raspoutine
- 1967: Deux billets pour Mexico
- 1967: Páratlan (Matchless)
- 1967: Olasz capriccio (Capriccio all’ italiana)
- 1967: Negresco****
- 1968: A qualsiasi prezzo
- 1969: La battaglia di El Alamein (La bataille de El Alamein)
- 1969: Geminus (TV)
- 1969: Playgirl 70
- 1969: Hello-Goodbye
- 1969: Il Prof. Dott. Guido Tersilli, primario della clinica Villa Celeste convenzionata con le mutue
- 1970: Nel giorno del signore
- 1970: 5 bambole per la luna d’agosto
- 1970: Le caldi notti di Don Giovanni
- 1971: No desearás al vecino del quinto
- 1971: Le belve
- 1971: Homo Eroticus
- 1971: Una giornata nera per l’ariete
- 1972: Süket Smith és Nagyfülű Johnny (Los amigos)
- 1974: Gyorsított eljárás (Processo per direttissima)
- 1976: Cuando los maridos se iban a la guerra
- 1978: O amante de Minha Mulher
- 1978: Réquiem por un empleado
- 1979: Desejo Selvagem
- 1982: Plus beau que moi, tu meurs

## Fordítás
- Ez a szócikk részben vagy egészben  az   Ira von Fürstenberg című német Wikipédia-szócikk fordításán alapul.  Az eredeti cikk szerkesztőit annak laptörténete sorolja fel. Ez a jelzés csupán a megfogalmazás eredetét és a szerzői jogokat jelzi, nem szolgál a cikkben szereplő információk forrásmegjelöléseként.